# اریک نوربری
اریک نوربری (انگلیسی: Erik Norberg; ۳۰ سپتامبر ۱۸۸۳ – ۱۹ فوریهٔ ۱۹۵۴) ژیمناست هنری اهل سوئد بود.